# Fuas Roupinho
Fernão Gonçalves Churrichão, o Farroupim, que passou à História como D. Fuas Roupinho, foi um guerreiro nobre português do século XII, um dos mais denodados companheiros de D. Afonso I de Portugal, talvez um cavaleiro da Ordem dos Templários, primeiro almirante da esquadra portuguesa, cujos feitos andam envolvidos em lenda, sendo hoje mais conhecido pelo seu papel de milagrado por Nossa Senhora da Nazaré conforme narra a Lenda da Nazaré.

## Biografia
É um pouco difícil descrever esta figura, pois não há dela qualquer referência dos Cronistas coevos, e os posteriores, à falta de notícias seguras, recorreram à tradição oral para formularem vagas narrações ou descrições pouco fundamentadas. Não se conhece a data do seu nascimento e julga-se que tenha sucumbido no ano de 1184, numa batalha naval com os mouros. Também conta a lenda que teria sido irmão natural de D. Afonso I Henriques e seu amigo dedicado, como se refere na História Pátria, e que foi, afinal, Aio e Mestre de dom Pedro Afonso, outro filho natural do Conde D. Henrique de Portugal, mas na verdade filho natural de D. Afonso I Henriques. O seu nome está ligado ao processo de Reconquista Cristã da Península Ibérica, sob o comando do primeiro Rei de Portugal, D. Afonso I.

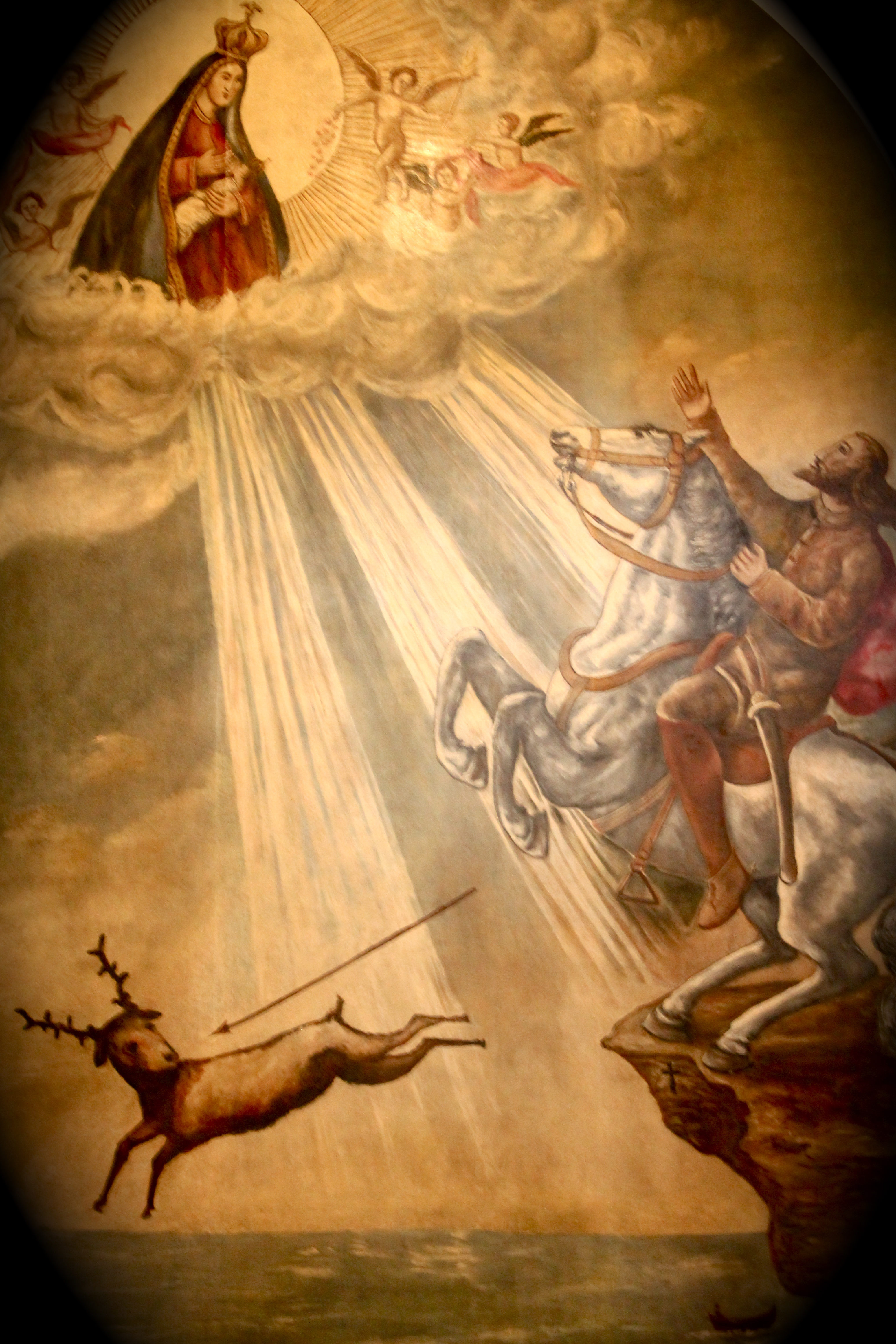
Representação da aparição de Nossa Senhora da Nazaré e do milagre com D. Fuas Roupinho

Em 1179, era Alcaide-Mor de Coimbra e encontrava-se no Castelo de Leiria quando teve notícia da presença, na Alcáçova de Porto de Mós, do rei mouro de Mérida, Gamir, que costumava repousar nesta terra, por admirar a beleza da região. Saiu com a sua hoste do Castelo de Leiria e atacou as forças Mouras, que foram derrotadas em renhido combate, apesar de usufruírem a vantagem duma considerável superioridade numérica. Depois seguiu, com o rei Gamir e quase todo o exército mouro cativos, para Coimbra, onde foi recebido com aclamações triunfais. D. Afonso I Henriques, em reconhecimento do seu mérito, recompensou-o com a nomeação de Alcaide-Mor de Porto de Mós.
O seu nome também se destaca por ser o primeiro Comandante Naval Português conhecido, e como tal, o responsável pela primeira vitória da Marinha Portuguesa, tendo exercido, também, funções de Corsário. Contava de uma frota de quarenta navios.
Por encargo do Soberano veio a Lisboa, onde, com a ajuda da Vereação, aprontou uma Armada destinada a perseguir as Esquadras Sarracenas que assolavam o litoral. A Armada saiu de Lisboa e, a 29 de julho de 1180, defrontou-se com a Sarracena, diante do Cabo Espichel. Os marinheiros Portugueses supriram a sua inexperiência neste género de luta, em que se iniciavam, com assombroso heroísmo, contra um inimigo experimentado em guerras marítimas ao longo das costas Africanas. A Esquadra Sarracena foi batida e muitos dos seus navios apresados. A Armada de D. Fuas Roupinho regressou ao Rio Tejo e Lisboa celebrou esta primeira vitória naval com regozijo público. Depois de reparada e aumentada com os navios apresados, a Armada saiu outra vez do Tejo, percorreu toda a costa para o Sul e a do Algarve ainda não conquistado e, como não tivesse encontrado navios inimigos, passou o Estreito de Gibraltar e fundeou nas águas de Ceuta, donde regressou, ao fim de dois dias, com inúmeras embarcações Mouras apresadas.
Em 1182, segundo a tradição, D. Fuas Roupinho descansava em Porto de Mós ou se entregava ao exercício da caça. Neste tempo produziu-se o Milagre da Nazaré quando, a cavalo, perseguia ardorosamente um veado. No ano de 1184 saiu com a sua Armada, pela terceira vez, de Lisboa, em busca das Esquadras Sarracenas. Tal como no cruzeiro anterior, percorreu toda a costa portuguesa e passou o Estreito de Gibraltar, mas um temporal de grande violência atirou a Armada para as águas de Ceuta. Não há notícia segura da verdadeira importância desta Armada, que teve de aceitar batalha com a Esquadra Sarracena, vinda de Sevilha. O Cronista árabe ibne Caldune refere que a Armada Portuguesa foi dispersa pelos sarracenos, que apresaram 22 navios. Poucos mais deviam ser, pois Cronistas Portugueses atribuem à Armada de D. Fuas Roupinho o efectivo de pouco mais de 20 navios,que defrontaram valorosamente a força Moura, constituída, segundos os Cronistas, por 54 navios. Parece que o glorioso Almirante sucumbiu nesta luta, em que grande parte das Guarnições Portuguesas ficaram prisioneiras. 

## Citações na literatura
Luís Vaz de Camões referiu-se ao herói nos seguintes versos: 

Um Egas, e um Dom Fuas, que de Homero / A cítara para eles só cobiço...— Os Lusíadas, I-XII.
Camões refere ainda D. Fuas Roupinho, no Canto VIII d'Os Lusíadas:

Os Lusíadas, Canto VIII-17
É Dom Fuas Roupinho, que na terra
E no mar resplandece juntamente,
Co fogo que acendeu junto da serra
De Ábila, nas galés da Maura gente.
Olha como, em tão justa e santa guerra,
De acabar pelejando está contente.
Das mãos dos Mouros entra a felice alma,

Triunfando nos Céus, com justa palma.

“Vês este que, saindo da cilada,
Dá sobre o Rei que cerca a vila forte?
Já o Rei tem preso e a vila descercada:
Ilustre feito, digno de Mavorte!
Vê-lo cá vai pintado nesta armada,
No mar também aos Mouros dando a morte,
Tomando-lhe as galés, levando a glória
Da primeira marítima vitória.”

— Os Lusíadas, estrofe 16 do Canto VIII